# Iiruunjärvi
Iiruunjärvi eller Iirunjärvi är en sjö i Finland. Den ligger i kommunen Alajärvi i landskapet Södra Österbotten, i den centrala delen av landet, 300 km norr om huvudstaden Helsingfors. Iiruunjärvi ligger 137,6 meter över havet. I omgivningarna runt Iiruunjärvi växer i huvudsak blandskog. Den är 13 meter djup. Arean är 1,84 kvadratkilometer och strandlinjen är 12,03 kilometer lång. Sjön  ingår i Esse å huvudavrinningsområde. 